# Palicourea petiolaris
Palicourea petiolaris är en måreväxtart som beskrevs av Carl Sigismund Kunth. Palicourea petiolaris ingår i släktet Palicourea och familjen måreväxter. Inga underarter finns listade i Catalogue of Life.